# Zámek Montsoreau
Zámek Montsoreau (francouzsky Château de Montsoreau) leží na břehu řeky Loiry (cca 250 km jihozápadně od Paříže) v obci Montsoreau, departementu Maine-et-Loire, region Pays de la Loire. Je jediným ze všech zámků na Loiře, který je postaven v řečišti řeky Loiry.
Montsoreau a zámek Montsoreau jsou součástí údolí Loiry, které bylo v roce 2000 prohlášeno součástí světového dědictví UNESCO. Zřícenina se stala populární zásluhou románu Alexandra Dumase Paní z Monsoreau.
Od roku 2016 na zámku sídlí Zámek Montsoreau – muzeum současného umění. Sbírka je jednou z největších sbírek konceptuálního umění na světě.

## Historie
Původně zde Fulko Nerra z Anjou vybudoval hrad, který se stal „bránou hrabství Anjou“ na hranicích s Poitou a Touraine. Hrad se podařilo dobýt jen Jindřichu II. Plantagenetovi, když válčil se svým bratrem Geoffroyem o anjouovské dědictví.
Zámek byl vybudován v polovině 15. století Jeanem ze Chambésy, důvěrníkem a diplomatem Karla VII. na místě starší stavby. Strategická pozice zámku chránila cestu ze Chinonu do Saumuru. Po Velké francouzské revoluci byl zámek rozdělen mezi více vlastníků. Prostory zámku byly využívány jako byty a sklady, až se budova zhroutila. Později ho získal a zrestauroval departement Maine-et-Loire.

## Architektura
V roce 1862 jej francouzské ministerstvo kultury zařadilo mezi historické stavby. Setkávají se zde středověké i čistě renesanční prvky.

## Galerie

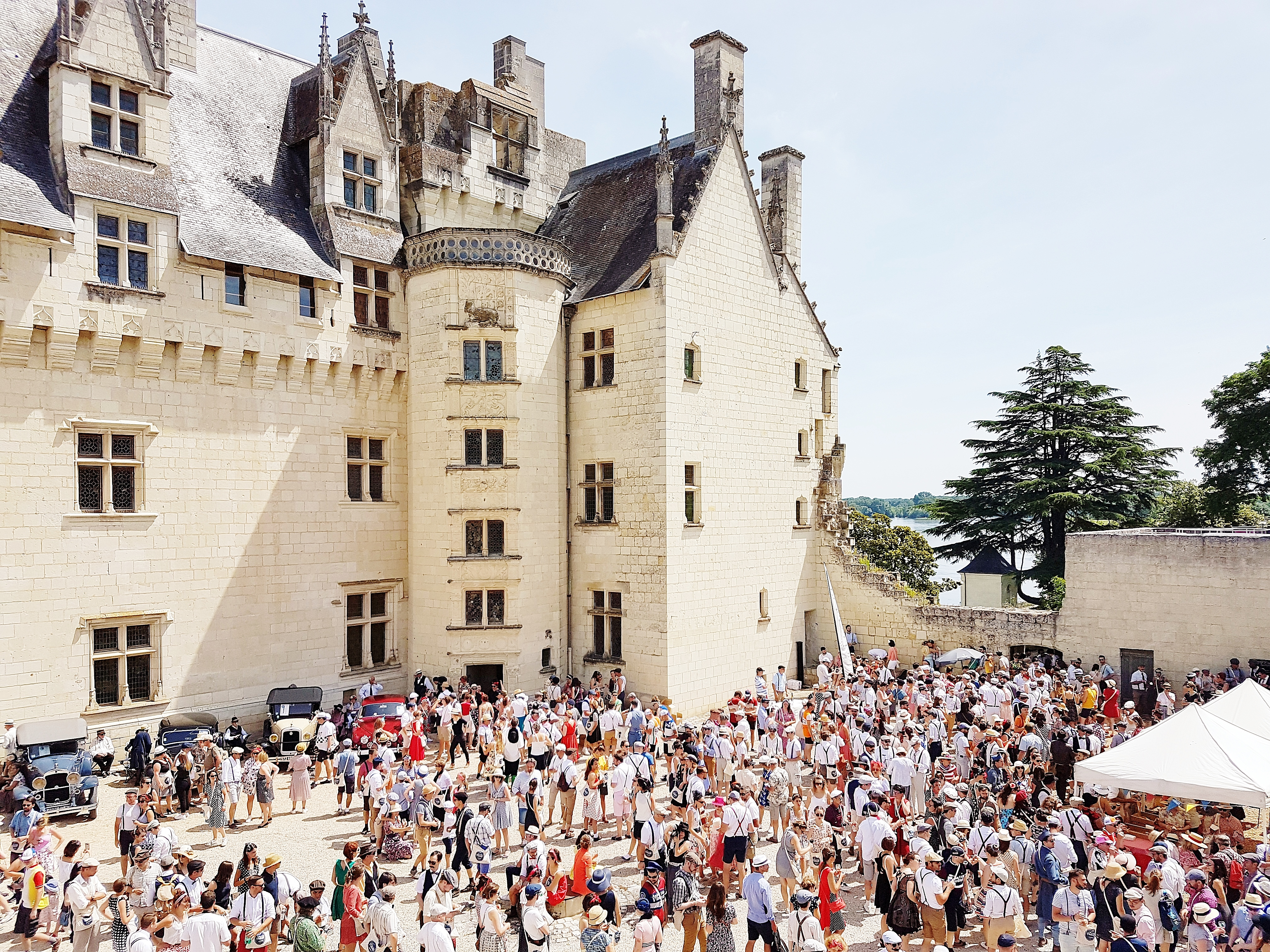
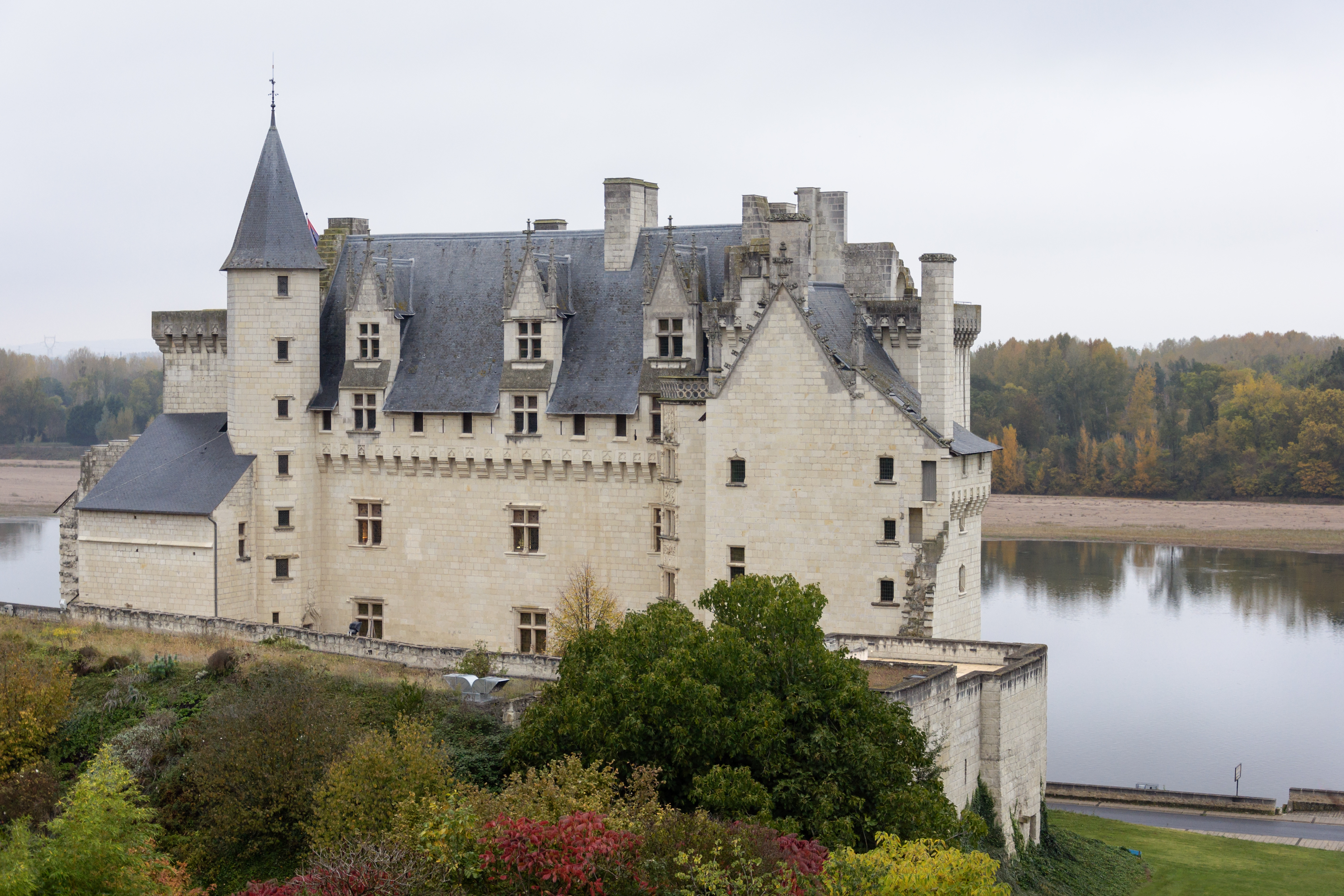
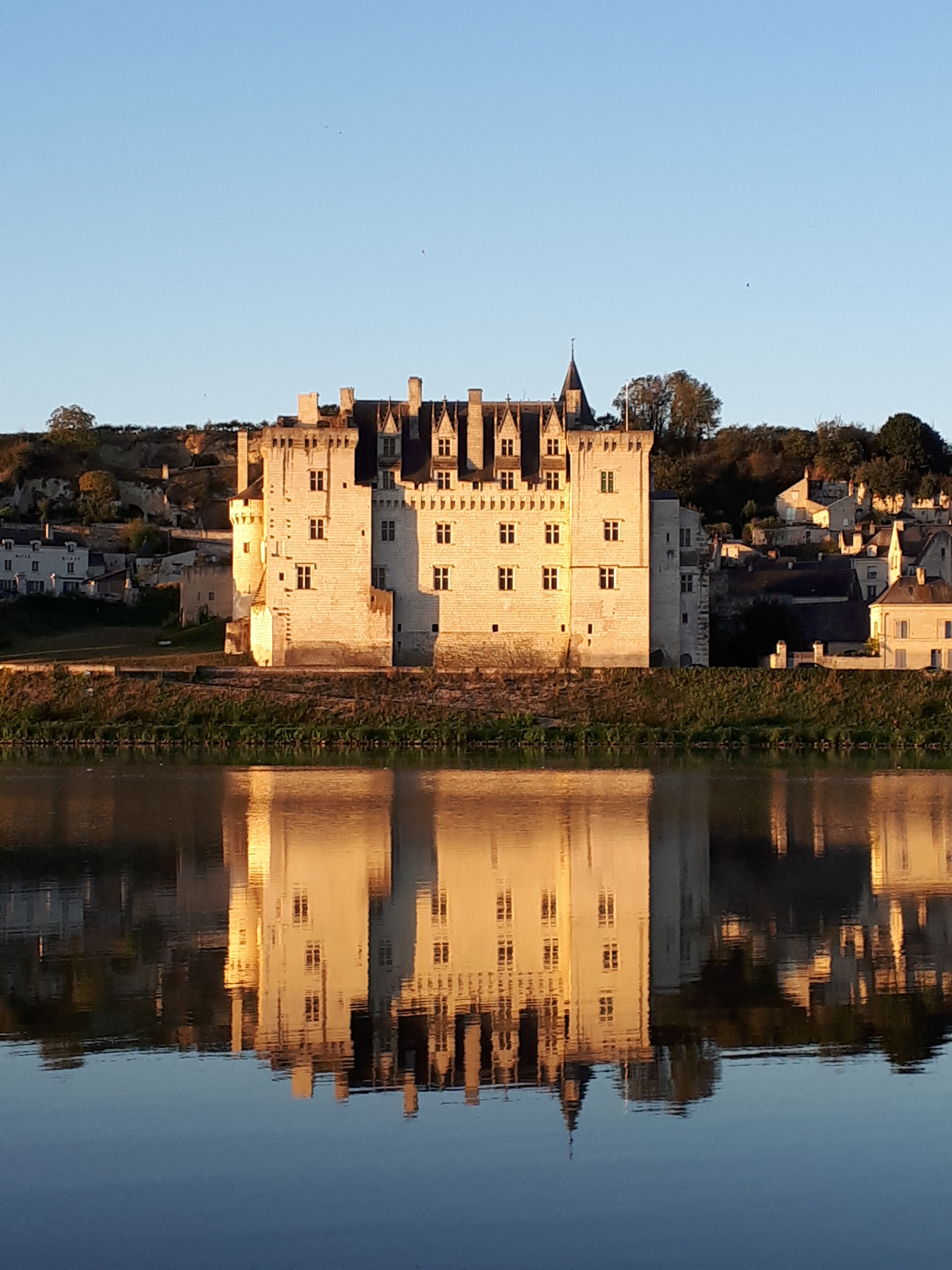
Zámek Montsoreau – muzeum současného umění
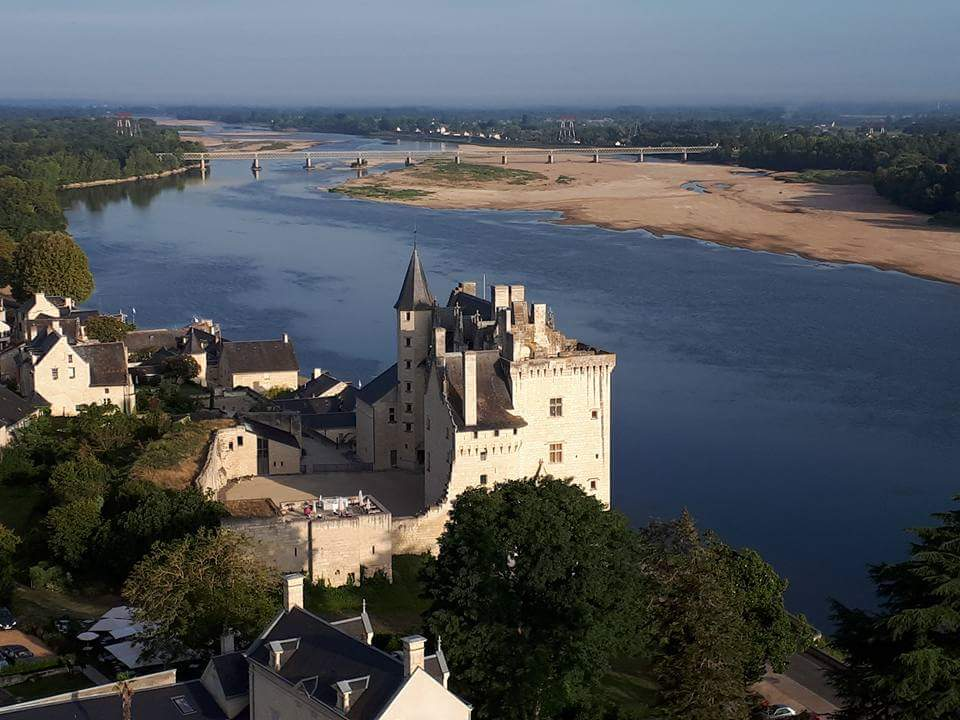
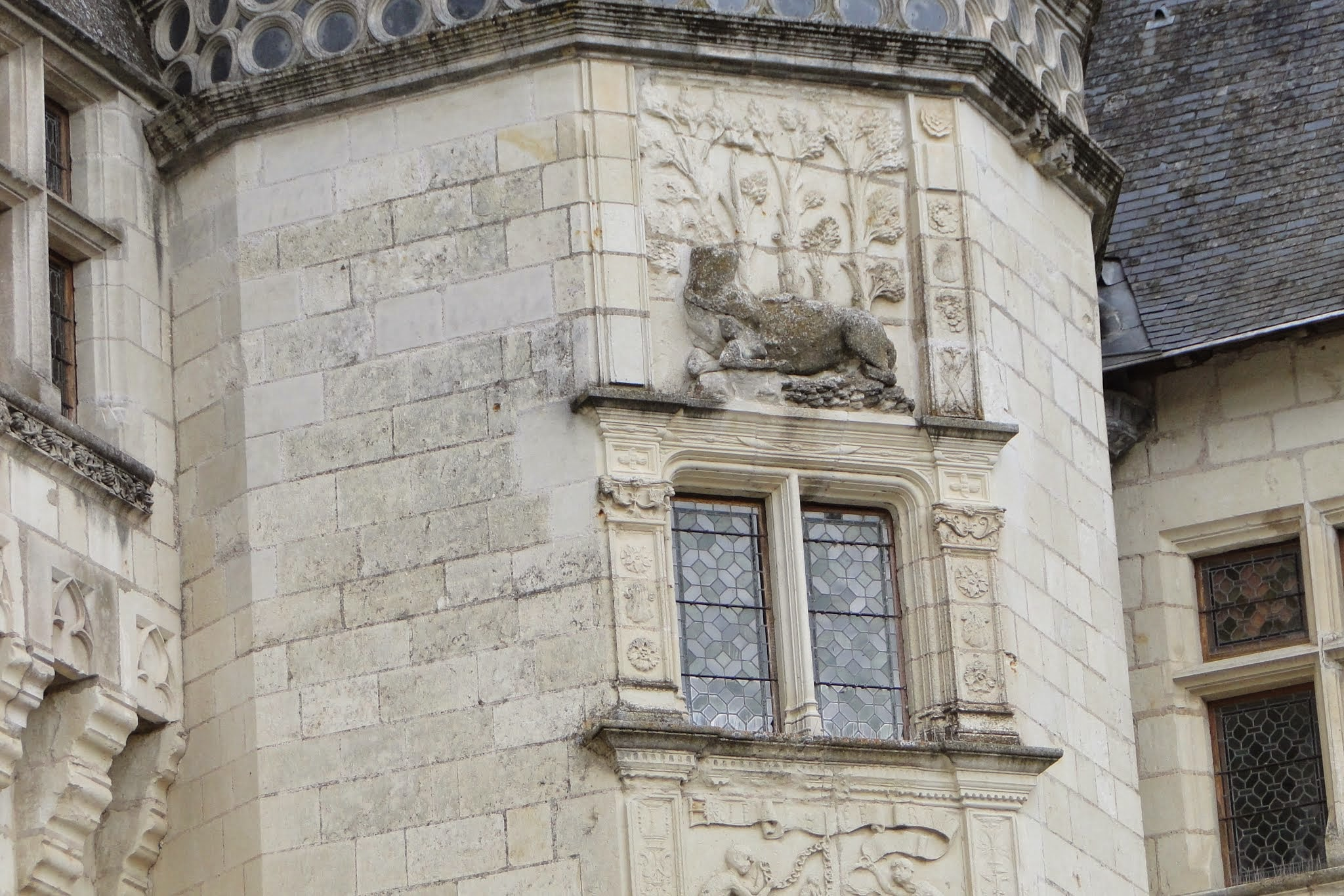
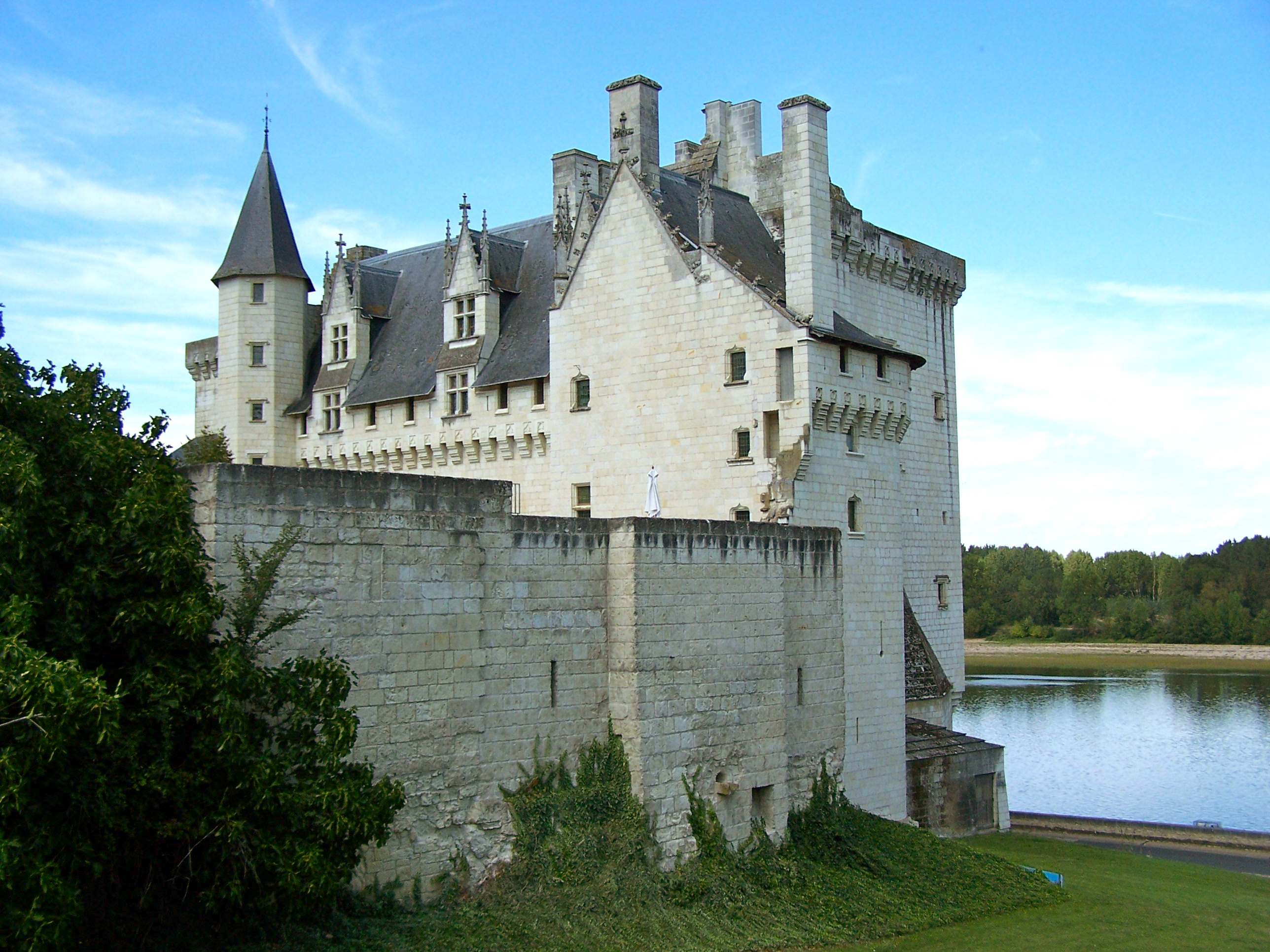
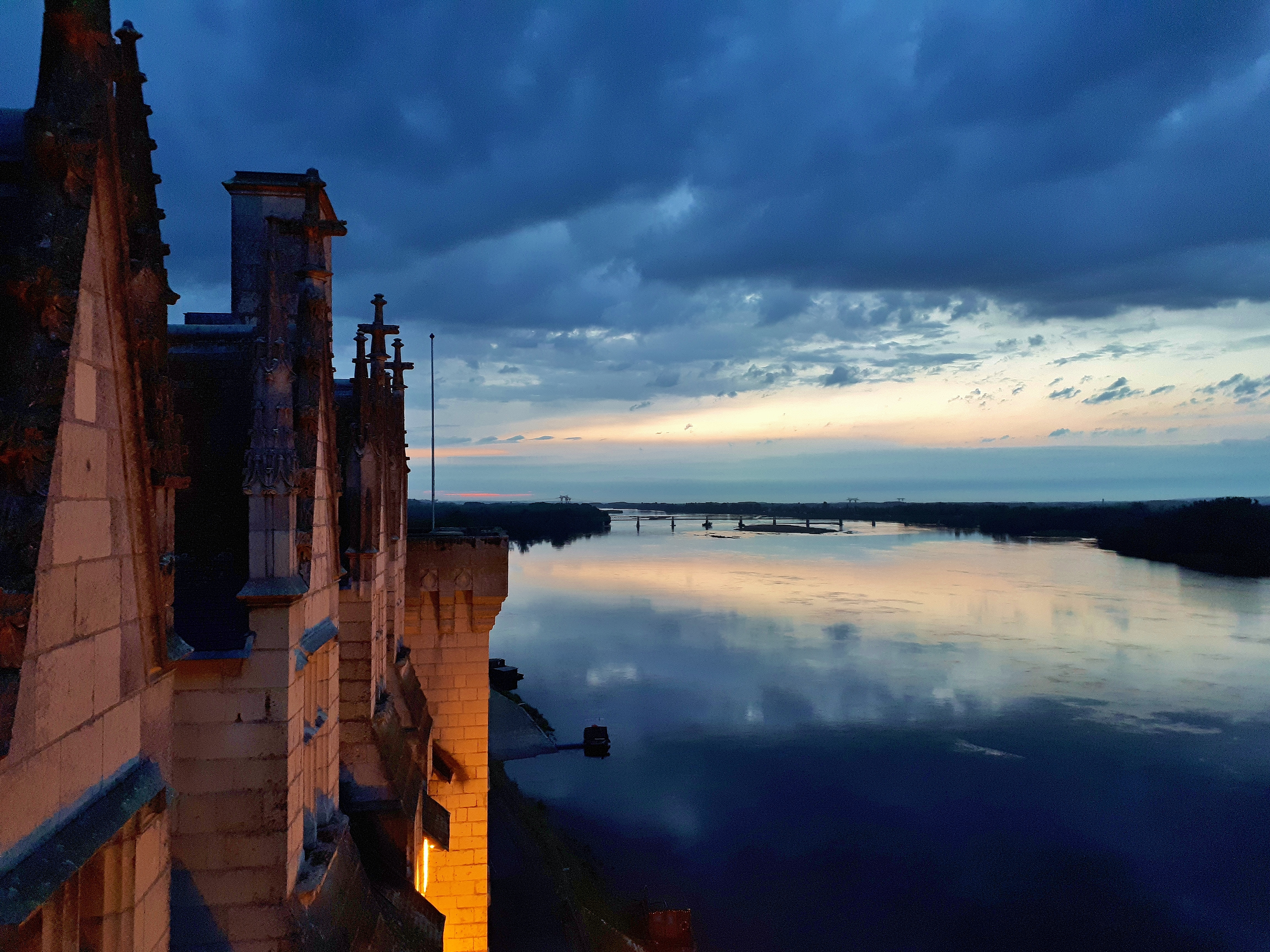
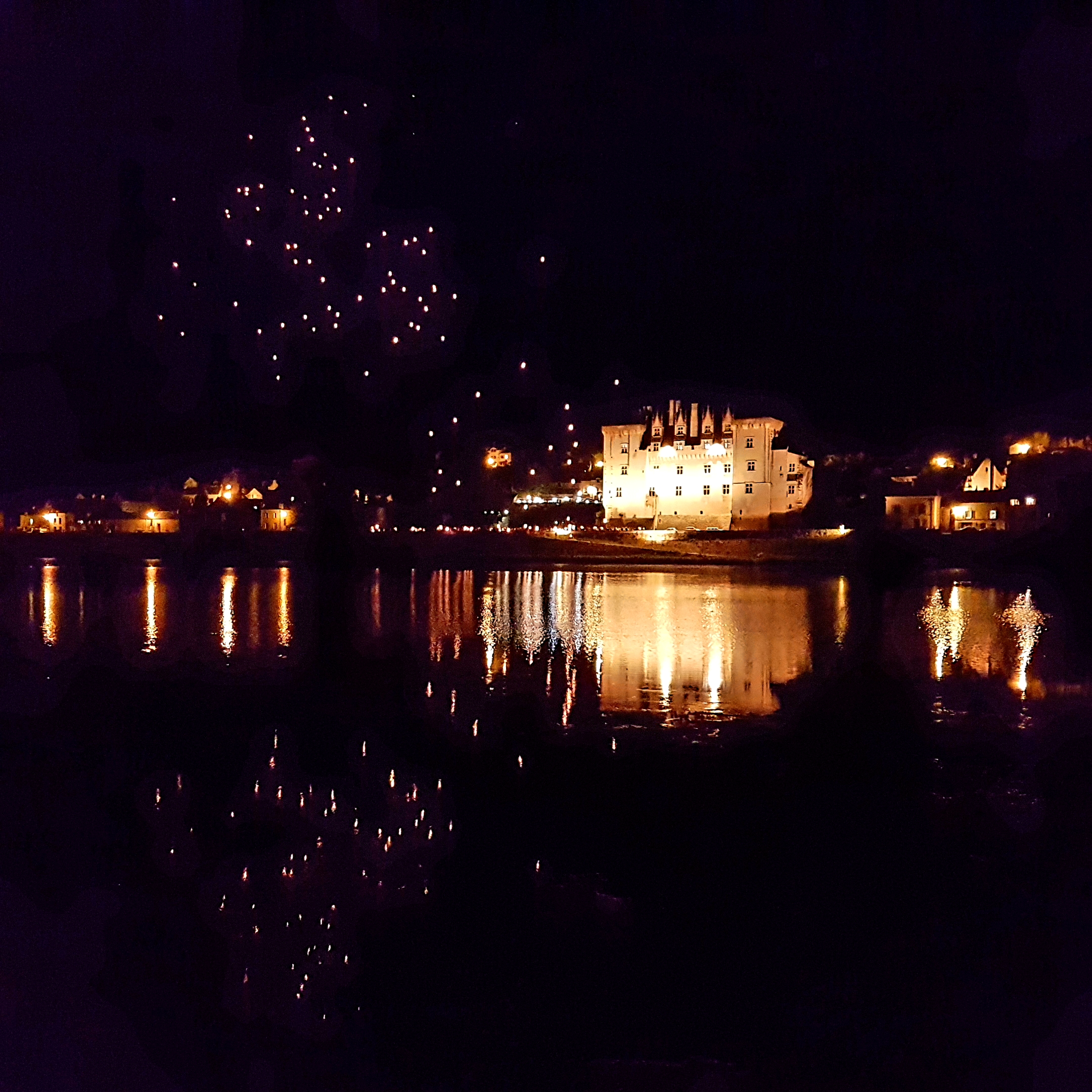